# Cteniscus sinensis
Cteniscus sinensis är en stekelart som beskrevs av Gupta 1993. Cteniscus sinensis ingår i släktet Cteniscus och familjen brokparasitsteklar. Inga underarter finns listade i Catalogue of Life.